# Hildebrandtov škorec
Hildebrandtov škorec (znanstveno ime Lamprotornis hildebrandti) je vrsta škorca. Je selivka z območjem razširjenosti, ki sega od Etiopije in Somalije do Kenije. Tvori kompleks (»nadvrsto«) z bližnje sorodnim Shelleyjevim škorcem, s katerim sta nekoč veljala za isto vrsto. Obe vrsti sta bili združeni tudi v nadvrsto s škorcem lamprotornis pulcher iz Zahodne Afrike. Prvotno je bil uvrščen v zdaj neveljaven rod Notauges. Vrsta je poimenovana po Johannu Marii Hildebrandtu, nemškem zbiratelju, ki je kot prvi Evropejec pridobil primerke.

## Opis
Hildebrandtov škorec je dolg 18 cm in tehta od 50 do 69 g. Odrasli osebek ima svetlo mavrično perje na hrbtnem delu telesa in drugih zgornjih površinah. Tako kot pri njegovih sorodnikih je tudi ta iridescenca posledica interference odbite svetlobe iz urejenih mikroskopskih strukturah perja in ne pigmentov. Glava je modra, tako kot večina zgornjih delov, krila so bronasto zelena z modrimi primarnimi letalnimi peresi, grlo in zgornji del prsi sta bleščeče vijolična, rep pa sijajno modro zelen. Srednje prsi in zgornji trebuh sta oranžno rjava, spodnji del trebuha pa rdečkast. Šarenica je oranžno rdeča, kljun in noge pa črni. Odrasli samci in samice navzven enaki. Lahko se ga zamenja s krasnim škorcem. Mladiči so precej različni, z ogljeno sivim zgornjim delom in kostanjevo rjavim spodnjim delom 
Vrsta izvaja številne klice in pesmi. Njegova pesem je počasna in nizka "ch-rak ch-rak chee-chee-wee chee-wee rak rak rak". Ima tudi alarmni klic, "chu-ee" in ima kontaktni klic, "chule".

## Razširjenost in habitat
Hildebrandtovega škorca najdemo v Keniji in Tanzaniji, kjer naseljuje odprto krajino med 500 in 2200 m nadmorske višine. Njegov habitat so odprti gozdovi in odprta trnova dežela. Vrsta je pogosto opisana kot neobičajna, ponekod pa je tudi precej pogosta. IUCN ga ne šteje za ogroženega in je naveden kot najmanj ogrožen. Njegov življenjski prostor ni ogrožen in škorec se pojavlja na številnih zavarovanih območjih.

## Vedenje
Prehrana Hildebrandtovega škorca je kombinacija žuželk in sadja, pri čemer so žuželke očitno pomembnejša sestavina. Opazili so, kako se prehranjuje s hrošči in kobilicami, lovi pa tudi termite v letu. V želodcih nekaterih ptic so našli tudi semena, vključno s tistimi od rastlin vrst Carissa edulis, Euclea, Rhus in Apodytes dimidiata. Običajno se prehranjuje na tleh, v parih in majhnih jatah ter z lahkoto sledi velikim sesalcem in lovi plen, ki ga na površje spravi njihovo gibanje. Pridružuje se tudi mešanim jatam z drugimi škorci.
Hildebrandtov škorec je sezonski gnezdilec, ptice gnezdijo od marca do maja in od oktobra do decembra, čeprav je v nekaterih delih Kenije sezona od maja do julija. Običajno gnezdi v parih, vendar so občasno zabeležili tudi zadružno vzrejo. Je duplinar, ki običajno gradi gnezdo iz rastlinskih vlaken v zapuščenem gnezdu žolne na drevesu. Kjer to ni mogoče, je zabeleženo gnezdenje v luknji v stebru ograje, svetilniku ali telegrafskem drogu. Za gnezdišča tekmuje z velikim modrouhim škorcem (Lamprotornis chalybaeus). O njegovem gnezdenju je malo znanega, čeprav je znano, da samica izleže tri do štiri jajca. Pri hranjenju mladičev sodelujeta oba starša. Gnezda te vrste parazitira čopasta kukavica (Clamator glandarius).